# ألان برودبنت
ألان برودبنت (بالإنجليزية: Alan Broadbent)‏ هو ملحن وعازف بيانو نيوزيلندي، ولد في 23 أبريل 1947 في أوكلاند في نيوزيلندا.

## وصلات خارجية
- الموقع الرسمي
- ألان برودبنت على موقع IMDb (الإنجليزية)
- ألان برودبنت على موقع ميوزك برينز (الإنجليزية)
- ألان برودبنت على موقع أول ميوزيك (الإنجليزية)
- ألان برودبنت على موقع ديسكوغز (الإنجليزية)